# Yoshihiko Yoshimatsu
Yoshihiko Yoshimatsu –en japonés, 吉松 義彦, Yoshimatsu Yoshihiko– (16 de noviembre de 1920 – 5 de julio de 1988) fue un deportista japonés que compitió en judo. Ganó una medalla de plata en el Campeonato Mundial de Judo de 1956 en la categoría abierta.

## Palmarés internacional
| Campeonato Mundial | Campeonato Mundial | Campeonato Mundial | Campeonato Mundial |
| Año                | Lugar              | Medalla            | Categoría          |
| ------------------ | ------------------ | ------------------ | ------------------ |
| 1956               | Tokio (Japón)      | Medalla de plata   | Abierta            |